# Vlastimil Kybal
Vlastimil Kybal (Černochov, 30 de mayo de 1880-Washington, 2 de enero de 1958) fue un historiador y diplomático checoslovaco.
Embajador de Checoslovaquia en España entre 1927 y 1933 y en México entre 1935 y 1938, fue autor de obras como Die Ordensregeln des heiligen Franz von Assisi und die ursprüngliche Verfassung des Minoritenordens. Ein quellenkritischer Versuch (Teubner, 1915), Les origines diplomatiques de l'état tchécoslovaque (Orbis, 1929) o Tomás G. Másaryk (Compañía Ibero-Americana de Publicaciones, 1930), una biografía de Tomáš Masaryk, entre otras.